# Джагіл Пармлі Парет
Джагіл Пармлі Парет (англ. Jahial Parmly Paret; 1 січня 1870 — 1 січня 1952) — колишній американський тенісист.
Здобув 15 одиночних титулів.
Найвищим досягненням на турнірах Великого шолома був фінал в одиночному розряді.
Завершив кар'єру 1903 року.

## Фінали турнірів Великого шолома

### Одиночний розряд (1 поразка)
| Результат | Рік  | Турнір        | Покриття | Суперник        | Рахунок            |
| --------- | ---- | ------------- | -------- | --------------- | ------------------ |
| Поразка   | 1899 | Чемпіонат США | Трава    | Малкольм Вітман | 1–6, 2–6, 6–3, 5–7 |